# USS Alamo (LSD-33)
El USS Alamo (LSD-33) fue un LSD (landing ship dock) de la US Navy que sirvió de 1956 a 1990; y fue transferido a la marina de guerra de Brasil pasando a llamarse NDD Rio de Janeiro (G-31).

## Construcción
Fue construido por el Ingalls Shipbuilding de Pascagoula, Misisipi, siendo botado su casco y entregado en 1956.

## Historia de servicio
El USS Alamo sirvió en la guerra de Vietnam de 1964 a 1972 siendo condecorado. Causó baja en 1990 y fue transferido a la marina de guerra de Brasil cambiando su nombre a Rio de Janeiro. Fue transferido junto al USS Hermitage (Ceará); el Río de Janeiro continuó en servicio hasta su retiro en 2012.